# Metaplagia orientalis
Metaplagia orientalis är en tvåvingeart som först beskrevs av Townsend 1915.  Metaplagia orientalis ingår i släktet Metaplagia och familjen parasitflugor. Inga underarter finns listade i Catalogue of Life.